# حساب چرخشی
حساب چرخشی حسابی است که قرض دهنده برای بازنمایی قرض ایجاد می‌کند و قرض گیرنده لزومی ندارد کل مانده واریز نشده را در هر ماه به قرض دهنده پرداخت کند. قرض گیرنده ممکن است بر اساس مقدار مانده، یک حداقلی را پرداخت کند. قرض گیرنده می‌تواند هر مبلغی بین مقدار حداقل و کل مبلغ مانده را پرداخت کند. اگر کل مبلغ مانده در پایان ماه (دوره صورتحساب‌گیری) پرداخت نشده باشد، مبلغ بازمانده به ماه بعد انتقال می‌باید("چرخش").
نمونه مشخص حساب چرخشی کارت اعتباری است.